# Jemiołuszka cedrowa
Jemiołuszka cedrowa (Bombycilla cedrorum) – gatunek małego ptaka z rodziny jemiołuszek (Bombycillidae).

## Systematyka
Międzynarodowy Komitet Ornitologiczny (IOC) uznaje jemiołuszkę cedrową za gatunek monotypowy. Autorzy Handbook of the Birds of the World wyróżnili dwa podgatunki: nominatywny i B. c. larifuga. Inny proponowany podgatunek – aquilonia, do którego miałyby należeć ptaki z północnej części zasięgu, nie został zaakceptowany.

## Morfologia
Długość ciała 14–17 cm, rozpiętość skrzydeł 22–30 cm. Masa ciała około 32 g.
Krępa sylwetka. Na głowie czubek. Pióra cynamonowe do szarobrązowych. Czarna maska, biało obrzeżona; podbródek czarny u samca i matowoczarny u samicy z metalicznym połyskiem. Dziób czarny, stożkowy. Boki oraz brzuch żółte. Pokrywy podogonowe białe. Ogon szary z przepaską koloru żółtego na końcu. Lotki II rzędu mają szkarłatne zakończenia. Młode są bardziej szare niż dorosłe, kreskowane, szczególnie na spodzie ciała. Czerń na masce i gardle jest niekompletna lub jej w ogóle brakuje.

## Zasięg, środowisko
Luźne zadrzewienia i sady w północno-zachodniej oraz środkowej części Ameryki Północnej. Zimuje w środkowej i południowej części Ameryki Północnej, po północno-zachodnią część Ameryki Południowej i Karaiby.

## Zachowanie
Żywi się głównie jagodami. Latem w skład diety wchodzą również bogate w białko owady, w tym jętki, ważki czy widelnice, często chwytane w locie; ale zjada też owady żerujące na roślinach, takie jak czerwce czy stonkowate.
Gniazdo zwykle w rozwidleniu poziomej gałęzi drzewa na wysokości 1–15 m nad ziemią; czasami w rozwidleniu pionowym, wśród winorośli lub na poziomej gałęzi. W zniesieniu 2–6 jaj. Ich inkubacja trwa 11–13 dni. Młode są w pełni opierzone po 14–18 dniach od wyklucia.

## Status
Międzynarodowa Unia Ochrony Przyrody (IUCN) uznaje jemiołuszkę cedrową za gatunek najmniejszej troski (LC, Least Concern) nieprzerwanie od 1988 roku. Organizacja Partners in Flight szacuje liczebność populacji lęgowej na 52 miliony osobników. Trend liczebności populacji uznawany jest za wzrostowy.